# Ateleute densistriata
Ateleute densistriata är en stekelart som först beskrevs av Tohru Uchida 1955.  Ateleute densistriata ingår i släktet Ateleute och familjen brokparasitsteklar. Inga underarter finns listade.